# Pierre Taranzano
 (mai 2019).
Pierre Taranzano, né le 19 novembre 1971 à Marseille, est un auteur de bande dessinée français. 

## Biographie
Après un baccalauréat d’arts appliqués, il participe à divers collectifs artistiques et s’essaie à la peinture. Il travaille ensuite comme décorateur de spectacle et story-boardeur pour des studios de dessin animé, en même temps qu'il travaille sur son projet Les Portes de Shamballah, dont les quatre volumes sont publiés de 2007 à 2016 par Clair de lune.
Il illustre ensuite des adaptations en bande dessinées des Thanatonautes de Bernard Werber, de L’Iliade d'Homère et de l'Épopée de Gilgamesh.

## Œuvre
- Les Portes de Shamballah, avec Axel Mazuer et Cyril Romano, Clair de lune, coll. « Muse » :

1. L'Aube dorée, 2007  (ISBN 9782353250066).
2. Ordo templis orientis, 2008  (ISBN 9782353250486).
3. Les Illuminati, 2010  (ISBN 9782353252190).
4. Le Dragon vert, 2016  (ISBN 9782353257553).

- Les Thanatonautes, avec Éric Corbeyran (d'après Bernard Werber), Glénat :

1. Le Temps des bricoleurs, 2011  (ISBN 9782723478625).
2. Le Temps des pionniers, 2012  (ISBN 9782723488723).
3. Le Temps des professionnels, 2014  (ISBN 9782723492911).

- L'Iliade, avec Clotilde Bruneau (d'après Homère), Glénat, coll.« La Sagesse des mythes » :

1. La Pomme de discorde, 2016  (ISBN 978-2-344-00166-0).
2. La Guerre des dieux, 2017  (ISBN 978-2-344-01193-5).
3. La Chute de Troie, 2018  (ISBN 978-2-344-02064-7).

- Gilgamesh, avec Clotilde Bruneau (d'après l'Épopée de Gilgamesh), Glénat, coll. « La Sagesse des mythes » :

1. Les Frères ennemis, 2019  (ISBN 9782344023891).
2. La Fureur d'Ishtar, 2020  (ISBN 9782344023846).
3. La Quête de l'immortalité, 2022  (ISBN 9782344023860).